# Joseph Röösli
Joseph Röösli-Fähndrich (* 5. September 1935 in Schüpfheim; † 12. März 2018) war ein Schweizer Komponist, Kirchenmusiker und Musikpädagoge.
Er erwarb 1957 am Lehrerseminar in Hitzkirch das Lehrerdiplom und studierte anschliessend Musik an der Schweizerischen Katholischen Kirchenmusikschule in Luzern sowie an den Konservatorien in Zürich und Winterthur. Er war als Komponist und Autor von methodisch-didaktischen Werken für die Schulmusik engagiert.

## Ehrungen
- Kulturpreis der Innerschweiz (1995)